# Bases Loaded
Bases Loaded (Moero!! Pro Yakyuu en Japón) es un juego de arcade de béisbol creado por Jaleco que fue lanzado en Japón. Una versión para NES fue lanzada en 1987 en Japón y en 1988 en EE. UU., y en Game Boy fue lanzado en 1990. Una versión para teléfono móvil existe también. Bases Loaded fue lanzado el 7 de abril de 2008 en Japón y el 12 de abril de 2008 en Norteamérica para la consola virtual de Wii, a costa de 500 Puntos Wii. El juego es la primera entrega de la serie Bases Loaded, seguido por siete secuelas a través de tres generaciones de consolas. Hay tres videojuegos más en la serie de NES Bases Loaded, Bases Loaded II: Second Season, Bases Loaded 3 y Bases Loaded 4. Había también una versión para Game Boy de Bases Loaded. La serie sigue en la plataforma SNES con Super Bases Loaded, Super Bases Loaded 2 y Super Bases Loaded 3. La entrada final a la serie era Bases Loaded '96: Double Header, lanzado para la Sega Saturn y PlayStation.
Bases Loaded es también el primero de unas ocho series de Famicom conocidos en Japón como "Moero!!" esta serie es todos los juegos genéricos deportivos. Tres de los juegos fueron localizados en los Mercados Occidentales como Bases Loaded, Bases Loaded 2, y Bases Loaded 3 y el juego de baloncesto como Hoops. Cuatro títulos no fueron lanzados 
en regiones PAL.
Estos ocho juegos, por fecha de lanzamiento, son seguidos como Moero!! Pro Yakyuu (Red) (Bases Loaded), Moero!! Pro Tennis (Solo en Japón), Moero!! Pro Yakyuu '88 - Kettei Ban (en US Bases Loaded II: Second Season), Moero!! Junior Basket - Two on Two (Hoops), Moero!! Pro Soccer (solo en Japón), Moero!! Shin Moero!! Pro Yakyuu, Moero!! Juudou Warriors (solo en Japón) y Moero!! Pro Yakyuu '90 Kandouhen (en US Bases Loaded 3).

## Jugabilidad
El juego permite al jugador controlar un equipo de 12 jugadores en un juego solo o en una temporada completa.
Bases Loaded destaca un único modelo de representación en la televisión del pitcher cuando batea, además del firme control del juego y un grado relativamente alto de realismo, que hace de este uno de los más populares juegos de béisbol de los principios del NES.
Una única característica del juego es que el pitcher puede provocar al bateador para que cargue el montículo.
Cada equipo posee solamente un bateador quien puede ser provocado en este modo, sin embargo (normalmente el mejor golpeador del equipo); esto aumenta al jugador hasta descubrir quien es el.
En el tiempo que Bases Loaded fue lanzado, pocos videojuegos eran autorizados por las Grandes Ligas de Béisbol, ahí, la liga representada en Bases Loaded es una liga ficticia de doce equipos.
Estos son:
- Boston
- D.C.
- Hawái
- Jersey
- Kansas
- L.A
- Miami
- N.Y.
- Omaha
- Filadelfia
- Texas
- Utah

También sobresaliente es el hecho que le dan nombres a los árbitros, y ellos son los siguientes:
- PL: Yuk
- 1B: Dum
- 2B: Boo
- 3B: Bum